# Крайкамп, Мирте
Мирте Крайкамп (нидерл. Mirte Kraaijkamp, род. 25 апреля 1984) — голландскаягребчиха, призёр чемпионата мира по академической гребле 2013, 2014, 2015 года. Выступает, в основном, на позиции рулевого.

## Биография
Мирте Краейкамп родилась 25 апреля 1984 года в городе Венрай, провинция Лимбург (Нидерланды). Тренируется в Делфте на базе клуба «D. S. R. V. Laga». Профессиональную карьеру гребца начала с 2007 года.
Первым соревнованием международного уровня, на котором Краейкамп приняла участие, был III этап кубка мира по академической гребле, проходивший в 2013 году в швейцарском городе Люцерн. В финальном заплыве четвёрок с рулевым группы FB голландские гребчихи с результатом 06:34.240 финишировали шестыми. В этом заплыве Краейкамп была на позиции рулевого.
На чемпионате мира по академической гребле 2013 года в Чхунджу, голландская четвёрка в лёгком весе, в состав которой входила Краейкамп, завоевала золотую медаль. В финальном заплыве с результатом 06:49.800 голландские гребчихи финишировали первыми, обогнав соперниц из США (06:54.220 — 2е место) и Италии (06:57.060 — 3е место). В этом заплыве Краейкамп также была на позиции рулевого. Таким образом Мирте стала первой женщиной из клуба «D. S. R. V. Laga», которая завоевала золотую медаль на соревнованиях такого уровня.
Аналогичным составом на следующий год во время чемпионата мира по академической гребле 2014 в Амстердаме их команда выиграла ещё один комплект золотых наград и установили новый мировой рекорд времени. В финальном заплыве четвёрок в лёгком весе голландские гребчихи с результатом 06:15.95 обогнали соперниц из Австралии (06:19.540 — 2е место) и Германии (06:22.790 — 3е место).
На чемпионате мира по академической гребле 2015 года в Эгбелет-ле-Лак Мирте завоевала бронзовую медаль соревнований во время соревнования четвёрок с рулевым. В финальном заплыве с результатом 06:28.270 голландские гребчихи финишировали третьими, уступив соперницам из Великобритании (06:27.070 — 2е место) и Германии (06:25.100 — 1е место).